# 천안 광덕사 호두나무
천안 광덕사 호두나무는 충청남도 천안시 광덕사에 심겨 있는 호두나무이다. 나이가 약 400살 정도로 추정되며, 높이는 18.2m이며, 지상 60cm의 높이에서 두 개 줄기로 갈라져  가슴높이의 둘레가 각각 2.62m, 2.50m이다. 대한민국의 천연기념물 제398호로 지정되어 있다.

호두나무 3m 앞에는 이 나무의 전설과 관련된 '유청신 선생 호두나무 시식지'란 비석이 세워져 있다. 전설에 의하면 약 700년 전인 고려 충렬왕 16년(1290) 9월에 영밀공 유청신 선생이 중국 원나라에 갔다가 임금의 수레를 모시고 돌아올 때 호두나무의 어린 나무와 열매를 가져와 어린 나무는 광덕사 안에 심고, 열매는 유청신 선생의 고향집 뜰 앞에 심었다고 전해지나 지금의 나무가 그 때 심은 것인지는 정확하지 않다.

## 같이 보기
- 광덕사

- 호두나무